# 1800
1800 (MDCCC) là một năm thường bất bình thường bắt đầu vào Thứ tư của lịch Gregory và là một năm nhuận bắt đầu vào Chủ Nhật của lịch Julius, năm thứ 1800 của Công nguyên hay của Anno Domini, the năm thứ 800  của thiên niên kỷ 2, năm thứ 100 và cuối cùng của thế kỷ 18, và năm thứ  1   của thập niên 1800. Tính đến đầu năm 1800, lịch Gregory bị lùi sau 11 ngày trước lịch Julius, và vẫn sử dụng ở một số địa phương đến năm 1923. 

## Sự kiện
- 1 tháng 1 – Đông Ấn Hà Lan được hình thành từ các trạm thương mại quốc hữu hóa của Công ty Đông Ấn Hà Lan.[1]
- 11 tháng 2 – Tia hồng ngoại được phát hiện bởi nhà thiên văn học William Herschel.
- 24 tháng 4 – Thư viện Quốc hội Hoa Kỳ được thành lập tại Washington, D.C.[2]
- 2 tháng 6 – Tiêm vắc-xin bệnh đậu mùa đầu tiên được thực hiện ở Bắc Mỹ, tại Newfoundland
- 17 tháng 11 – Cuộc họp Quốc hội đầu tiên được diễn ra tại điện Capitol Hoa Kỳ.
- 25 tháng 12 – Hiệp định đình chiến Steyr được ký kết giữa lực lượng Pháp và Đế quốc La Mã Thần thánh.

## Sinh
- 21 tháng 7 - Nguyễn Tri Phương, tướng lĩnh Việt Nam (m. 1873)
- 31 tháng 10 - Bá tước William Parsons của Rosse (m. 1867)
- 11 tháng 7 - Evgeny Abramovich Baratynsky, nhà thơ người Nga (m. 1844)
- 10 tháng 9 - George Bentham, nhà thực vật học người Anh (m. 1884)
- 10 tháng 4 - Jean-Baptiste Dumas, nhà hoá học người Pháp (m. 1884)
- 7 tháng 1 - Millard Fillmore, Tổng thống Hoa Kỳ thứ 13 (m. 1874)[3]
- 3 tháng 12 - France Prešeren, nhà thơ lãng mạn thế kỷ 19 (m. 1849)
- Không rõ - Giuseppe Molteni, nhà thơ và họa sĩ người Ý (m. 1867)
- 7 tháng 3 - John Edward Gray, nhà động vật học người Anh (m. 1875)
- 18 tháng 5 - Heinrich Göppert, nhà thực vật học và cổ sinh vật học Người Đức (m. 1884)
- 2 tháng 1 - Brian Houghton Hodgson, nhà tự nhiên học (m. 1894)[4]
- Không rõ - John Hogg, nhà tự nhiên người Anh (m. 1869)
- 31 tháng 7 - Ignacia Sáenz y Ulloa, (m. 1873)[5]
- 9 tháng 12 - Lương Thị Nguyện, thứ phi của vua Minh Mạng (m. 1871)
- 9 tháng 6 - Piotr Michałow, hoạ sĩ người Ba Lan (m. 1855)
- 24 tháng 4 - Helmuth Karl Bernhard von Moltke, Nguyên soái Vương quốc Phổ và Đế quốc Đức (m. 1891)
- 21 tháng 2 - Thiên hoàng Ninkō (m. 1846)
- Không rõ - Phan Huy Vịnh, nhà thơ thời nhà Nguyễn (m. 1870)
- Không rõ - Vũ Tông Phan, danh sĩ, nhà giáo đời nhà Nguyễn (m. 1851)
- 11 tháng 11 - William Calcraft, người treo cổ người Anh (m. 1879)

## Mất
- 14 tháng 3 - Dĩnh Quý phi, phi tần của Thanh Cao Tông (s. 1731)
- Không rõ - Hoàng tử Michał Kazimierz Ogiński (s. 1730)
- Không rõ - Niccolò Piccinni, nhà soạn nhạc, nhà sư phạm Người Ý (s. 1728)
- 18 tháng 5 - Aleksandr Vasilyevich Suvorov, vị Đại Nguyên soái thứ tư và cuối cùng của Đế quốc Nga (s. 1729)
- Không rõ - Vũ Huy Tấn (s. 1749)
- 28 tháng 6 - Triều Tiên Chính Tổ, Quốc vương thứ 22 của nhà Triều Tiên (s. 1752)
- 22 tháng 12 - Thuần Dĩnh, quý tộc, Thiết mạo tử vương của Nhà Thanh (s. 1761)